# کشش (آواشناسی)
در آواشناسی، کشش از مشخصه‌های اصواتی است که به شکل مجزایی دیرش بلندتری نسبت به دیگر اصوات دارند. واکه‌های بلند و نیز همخوان‌های بلند وجود دارند. زبان‌هایی که میان کشش‌های مختلف تمایز قائل می‌شوند، اغلب اصوات بلند و کوتاه دارند. به طور گسترده‌ای در نظر گرفته می‌شود که زبان‌های میهی سه سطح متمایز از کشش واکه داشته باشند.